# Lyon-Nunatakker
Die Lyon-Nunatakker sind eine Gruppe von Nunatakker westlich der Grossman-Nunatakker und 48 km nordwestlich der Behrendt Mountains im westantarktischen Ellsworthland. Zu ihnen gehören der Grossenbacher-Nunatak, der Holtet-Nunatak, der Christoph-Nunatak und der Isakson-Nunatak.
Der United States Geological Survey kartierte sie anhand eigener Vermessungen und mithilfe von Luftaufnahmen der United States Navy zwischen 1961 und 1967. Das Advisory Committee on Antarctic Names benannte sie 1966 nach Owen R. Lyon (1928–2007), der als Chief Petty Officer des medizinischen Corps der US-Navy im Jahr 1965 die Eights-Station geleitet hatte.